# Wulfila

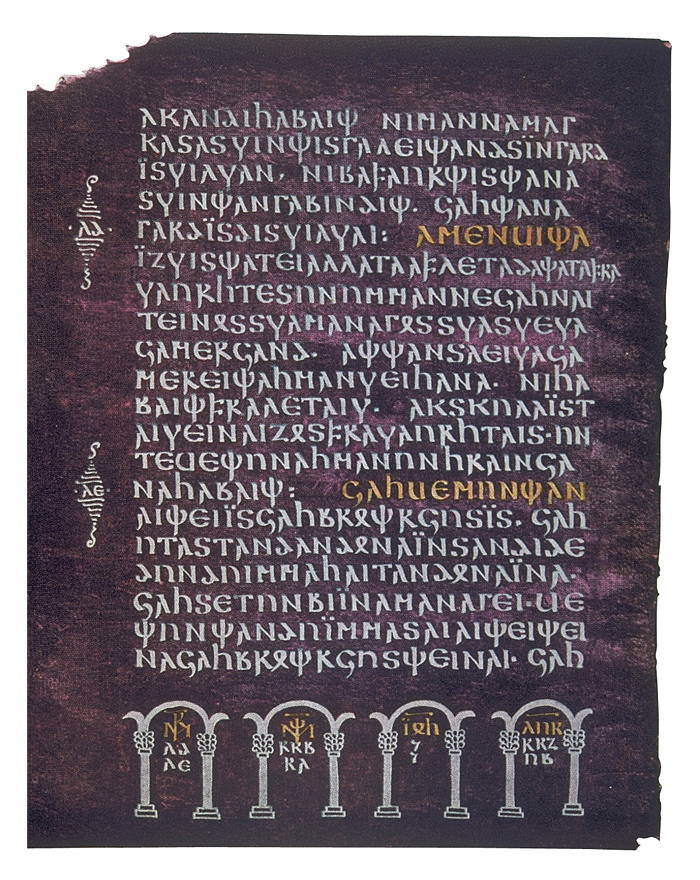
Pagină din Biblia tradusă de Wulfila, așa cum apare în Codex Argenteus

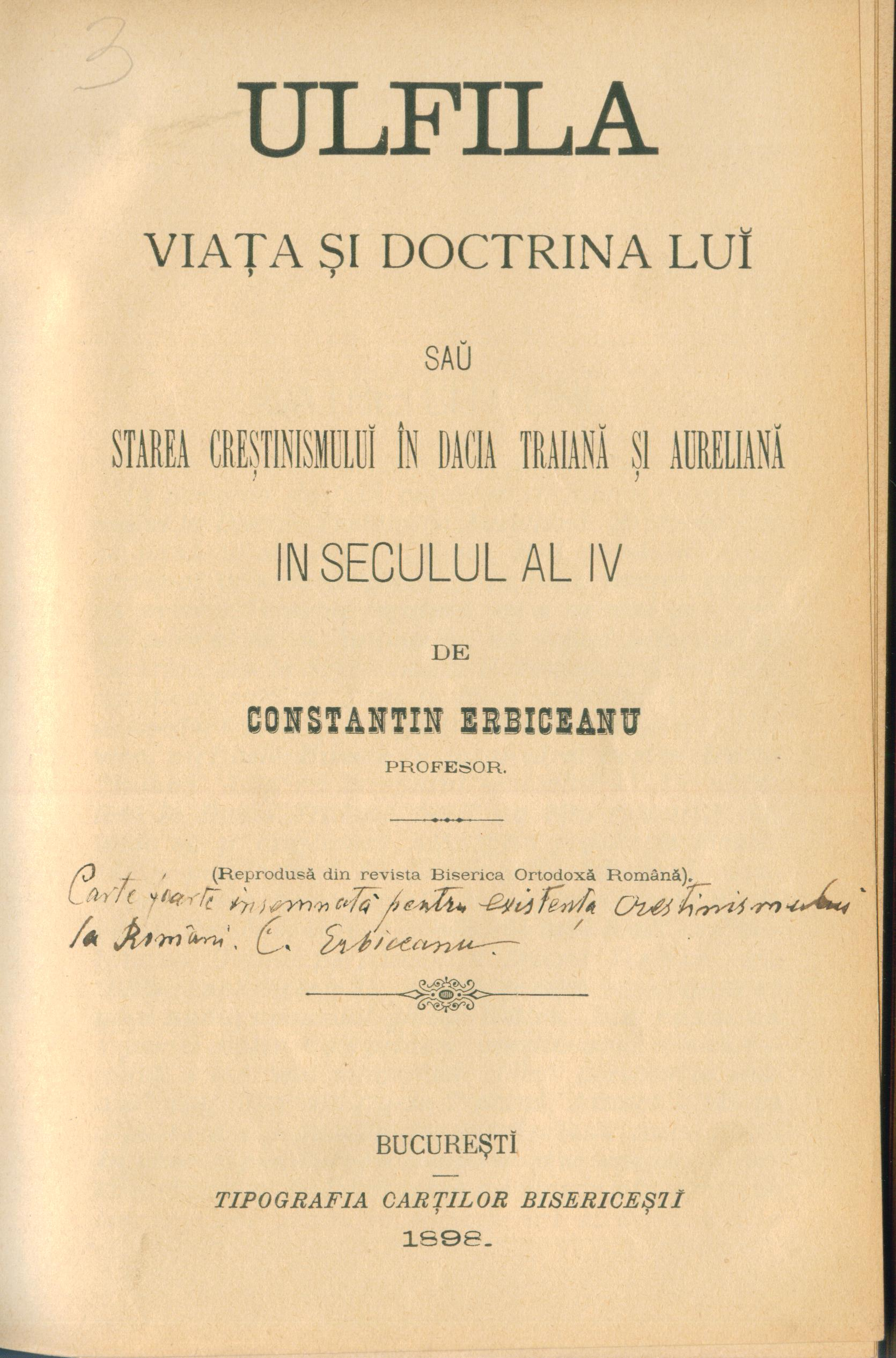
Constantin Erbiceanu: Ulfila – pagina de titlu

Wulfila (n. 311 d.Hr. – d. 383 d.Hr., Constantinopol, Roma Antică) a fost un misionar creștin, de descendență jumătate gotică, jumătate capadociană, care a fost uns episcop în 341 și a primit misiunea să creștineze goții apuseni din Balcani.
Pe lângă numele gotic Wulfila, care înseamnă „lupișor”, se mai folosește și varianta grecizată Ulfilas, preluată în română ca Ulfila.Acesta s-a nascut in  Dacia.
Timp de 30 de ani a trăit și predicat în Moesia Inferioară, pe teritoriul actual al Bulgariei.
Wulfila a convertit mulți vizigoți și ostrogoți la creștinismul arian, fapt care l-a adus în conflict cu episcopul catolic Ambrozie de Milano.
În jurul anului 369 Wulfila, care devenise primatul goților, a început să traducă Biblia în limba gotică. Nu a reușit să termine traducerea și nu se cunoște care este contribuția unor traducători mai târzii. Traducerea lui Wulfila este cunoscută mai ales din Codex Argenteus, un manuscris care cuprinde cele patru Evanghelii și este păstrat la Uppsala, Suedia. Fragmente din Biblia tradusă în limba gotică se păstrează și la Wolfenbüttel și Milano, iar în 1971 s-a mai descoperit un fragment la Speyer.
Wulfila, care a inventat caligrafia pentru alfabetul gotic, a folosit Septuaginta pentru a traduce Vechiul Testament, iar pentru Noul Testament a folosit aceleași texte ca și Ioan Gură de Aur.
Unul din primii săi biografi a fost fiul său adoptiv, episcopul arian Auxențiu de Durostorum⁠(en)[traduceți].
Wulfila a fost considerat drept părintele literaturii teutonice.